# Kilosa (Nyasa)
Kilosa ist ein Verwaltungsbezirk (Ward) des Distrikts Nyasa in der tansanischen Region Ruvuma.

## Geografie
Kilosa liegt im Südwesten von Tansania am Ufer des Malawisees. Der Bezirk grenzt im Nordwesten an Mbamba Bay und Mpapa des Distrikts Mbinga, im Nordosten an Kingerikiti, im Südosten an Mtipwili und im Südwesten an den Malawisee. Bei der Volkszählung 2022 lebten 12.530 Menschen in 3125 Haushalten auf einer Fläche von 62 Quadratkilometern.

## Gliederung
Der Bezirk besteht aus fünf Gemeinden (Mtaa) mit 21 Orten (Kitongoji):
| Kilosa - Kilosa Juu - Kilosa Kati - Kilosa SIDO - Kilosa Chini | Ruhekei - Jalo - Mandela - Ndecha | Nangombo - Nangombo Kati - Nangombo Chini - Mbendela - Mtambo - Mkunguru - Ruhekei | Likwilu - Nanungu - Likwilu Chini - Likwilu Juu | Mkalole - Kaloleni - Madukani - Luhewa - Mangawaga - Mkalole |

## Wirtschaft und Infrastruktur
- Bildung: Die Limbo Secondary School ist eine staatliche weiterführende Tagesschule mit einer Ausbildung bis zur 4. Stufe.[7]
- Gesundheit: Die private Apotheke in Nangombo führt auch Malaria-Erstbehandlungen durch.[8]
- Verkehr: Durch den Bezirk verläuft die asphaltierte Nationalstraße T13 von Songea zum Malawisee.[9]